# نادي هجر

الشعار السابق لهجر

نادي هجر هو نادٍ سعودي تأسس عام 1950م بمدينة الهفوف بالأحساء، وشعار النادي اللونان الأبيض والأسود. ويلعب الفريق في دوري الدرجة الثانية السعودي لكرة القدم.
تأسس النادي عام 1950، ويُعتبر أقدم فريق في الأحساء. صعد النادي إلى الدوري السعودي للمحترفين في 5 مناسبات مختلفة. حقق هجر 5 ألقاب في دوري الدرجة الأولى السعودي وفاز بكأس الأمير فيصل بن فهد مرة واحدة وفاز كأس الأندية الريفية مرة واحدة.
ويلعب النادي مبارياته على أرضه على ملعب الأمير عبد الله بن جلوي في الأحساء، ويتقاسم الملعب مع ثلاثة أندية أخرى مقرها الأحساء وهي نادي الفتح ونادي هجر ونادي الجيل.  تسمي مباريات هجر ونادي الفتح بديربي الأحساء.

## التاريخ
تأسس نادي هجر في الهفوف التابعة لمحافظة الأحساء في العام 1948 وكان اسمه الأول نادي البدر ، يُعتبر هجر أقدم نادي كرة قدم محترف في منطقة الأحساء. تم الاعتراف بالنادي رسميًا كنادي لكرة القدم في عام 1950. وكان النادي يُطلق عليه سابقًا البدر قبل تغيير اسمه إلى الاسم الحالي هجر.
في موسم 2010–11، احتل هجر المركز الأول في دوري الدرجة الأولى السعودي وصعد إلى دوري المحترفين السعودي لمرة الثانية بعد عام 1998.

## أبرز انجازاته
في مجال كرة القدم
- صعوده للدوري الممتاز 4 مرات متفرقة في أعوام 1988 - 1998-2011 -2013.
- تأهله لدور الاربعة في كأس الملك عام 1989م.
- بطل دوري الدرجة الأولى السعودي (5 مرات) في: 1967م، و1988م، و1998م، و2011م، و2014م.
- بطل دوري الدرجة الثانية السعودي (مرتين) في: 2001م، و2020-2019م.

## رؤساء النادي
- أحمد الدحيلان
- أيمن القادري
- عبد الرحمن اليمني (1955 - 1975)
- محمد السلمان
- عيسى عبد الله الماجد
- علي العبد القادر
- محمد عيسى الشعيبي
- عبد الله القويزاني
- عبد الرحمن النعيم
- عبد العزيز القرينيس
- محمد العمر
- محمد الثاني
- عبد الرحمن النعيم (للمرة الثانية)
- سامي الملحم
- حمد العريفي (2016 -)
- بن راشي بلقاسم

## الفريق الأول
المصدر،
ملاحظة: تشير الأعلام إلى المنتخب بحسب قواعد الأهلية المعتمدة من قبل الفيفا؛ تنطبق بعض الاستثناءات المحدودة. وقد يحمل اللاعبون أكثر من جنسية لا تعترف بها الفيفا.
| الرقم | البلد    | المركز | اللاعب            |
| ----- | -------- | ------ | ----------------- |
| 1     | السعودية | حارس   | أحمد المشوح       |
| 2     | السعودية | مدافع  | سلمان العميش      |
| 6     | السعودية | وسط    | عبد الرحمن الحريب |
| 7     | السعودية | وسط    | حمد القويزاني     |
| 8     | السعودية | وسط    | عيد القحطاني      |
| 10    | البرازيل | وسط    | إسايل باربوزا     |
| 11    | السعودية | وسط    | حسين الغشام       |
| 14    | السعودية | مهاجم  | حمد الحربي        |
| 16    | السعودية | حارس   | منصور جوهر        |
| 17    | السنغال  | مدافع  | باكاري كوليبالي   |
| 18    | السعودية | وسط    | هيثم الخليف       |
| 20    | السعودية | مهاجم  | أحمد العرب        |
| 21    | السعودية | وسط    | عبد الله الحماد   |

| الرقم | البلد      | المركز | اللاعب                               |
| ----- | ---------- | ------ | ------------------------------------ |
| 22    | السعودية   | حارس   | حسين الشيخ                           |
| 23    | السعودية   | مدافع  | أسامة السليم                         |
| 24    | السعودية   | مدافع  | إبراهيم الشهري                       |
| 27    | السعودية   | وسط    | أسامة المبيريك                       |
| 30    | السعودية   | مهاجم  | سلمان المطر                          |
| 46    | السعودية   | وسط    | خالد الغوينم                         |
| 66    | السعودية   | مدافع  | عماد القنيعان (معار من نادي التعاون) |
| 77    | تونس       | مهاجم  | علاء الدين مزروقي                    |
| 80    | السعودية   | وسط    | عبد الله المبارك                     |
| 81    | السعودية   | مدافع  | ميثم العيسى                          |
| 87    | السعودية   | مدافع  | أسعيد الدحيلان                       |
| 88    | السعودية   | مهاجم  | كرار القنبر                          |
| 99    | ساحل العاج | مهاجم  | إبراهيم دياموندي                     |

### المعارون
ملاحظة: تشير الأعلام إلى المنتخب بحسب قواعد الأهلية المعتمدة من قبل الفيفا؛ تنطبق بعض الاستثناءات المحدودة. وقد يحمل اللاعبون أكثر من جنسية لا تعترف بها الفيفا.
| الرقم | البلد    | المركز | اللاعب                                 |
| ----- | -------- | ------ | -------------------------------------- |
| 12    | السعودية | مدافع  | أحمد الداغر (معار من نادي العمران)     |
| 19    | السعودية | مهاجم  | عبد الله البصيلان (معار من نادي الطرف) |

| الرقم | البلد    | المركز | اللاعب                           |
| ----- | -------- | ------ | -------------------------------- |
| 82    | السعودية | وسط    | نواف البخيت (معار من نادي الطرف) |

## الإدارة
الإدارة الحالية التي تدير النادي تتكون من حمد العريفي كرئيس للنادي، أسامة النعيم كنائب للرئيس.

## المدربين
| المدرب            | الفترة         | الفترة         |
| المدرب            | من             | إلي            |
| ----------------- | -------------- | -------------- |
| غاوتشو            | 2000           | 2001           |
| إيدنالدو باتريسيو | 25 يناير 2011  | 3 أكتوبر 2012  |
| طارق يحيى         | 18 أكتوبر 2012 | 28 أبريل 2013  |
| نيبويشا يوفوفيتش  | 28 أبريل 2013  | 30 أكتوبر 2015 |
| عبدالله الجنوبي   | 30 أكتوبر 2015 | 4 نوفمبر 2015  |
| ستيفان ديمول      | 4 نوفمبر 2015  | 8 مارس 2016    |
| عبدالله الجنوبي   | 8 مارس 2016    |                |